# Joanna Kopcińska
Joanna Maria Kopcińska z domu Kowalczyk (ur. 2 stycznia 1967 w Łodzi) – polska polityk, działaczka samorządowa i lekarka, przewodnicząca Rady Miejskiej w Łodzi (2013–2014), posłanka na Sejm VIII kadencji (2015–2019), rzecznik prasowy rządu Mateusza Morawieckiego i sekretarz stanu w Kancelarii Prezesa Rady Ministrów (2017–2019), posłanka do Parlamentu Europejskiego IX kadencji (2019–2024).

## Życiorys
Z zawodu lekarka, w 1997 ukończyła studia medyczne na Akademii Medycznej w Łodzi. Absolwentka studiów podyplomowych w Szkole Zdrowia Publicznego – Instytucie Medycyny Pracy im. prof. dra med. Jerzego Nofera w Łodzi z zakresu organizacji, zarządzania i ekonomiki w opiece zdrowotnej (2002) oraz zdrowia publicznego i środowiskowego (2003). W 2017 została również absolwentką studiów Executive MBA. Pracowała jako nauczyciel akademicki. Jako działaczka społeczna współtworzyła Akademię Zdrowia Seniora. Uzyskała członkostwo w organizacjach branżowych, takich jak Polskie Towarzystwo Zdrowia Publicznego i Polskie Towarzystwo Zakażeń Szpitalnych.
W wyborach samorządowych w 2010 bez powodzenia kandydowała do rady miejskiej Łodzi z listy Platformy Obywatelskiej. Mandat radnej objęła w 2011 w miejsce Tomasza Sadzyńskiego. W sierpniu 2013, wraz z grupą innych radnych, została wykluczona z PO. W tym samym miesiącu głosami głównie opozycji z Prawa i Sprawiedliwości oraz Sojuszu Lewicy Demokratycznej wybrano ją na przewodniczącą rady miejskiej. Współtworzyła klub radnych „Łódź 2020”. Ze stanowiska przewodniczącej odwołano ją w maju 2014. W tym samym roku, w kolejnych wyborach, została kandydatką PiS na urząd prezydenta Łodzi. Bezskutecznie ubiegała się o to stanowisko, uzyskując 49 308 głosów, tj. 22,89% poparcia (wybory w pierwszej turze wygrała dotychczasowa prezydent Hanna Zdanowska z PO).
W tym samym czasie Joanna Kopcińska została wybrana z listy PiS na radną sejmiku łódzkiego V kadencji. Objęła następnie funkcję wiceprzewodniczącej tego gremium.
W wyborach parlamentarnych w 2015 wystartowała do Sejmu z listy Prawa i Sprawiedliwości (jako bezpartyjna, potem wstąpiła do partii) w okręgu łódzkim. Uzyskała mandat posłanki VIII kadencji, otrzymując 17 911 głosów. W Sejmie została wiceprzewodniczącą Komisji Zdrowia, a w 2016 członkiem komisji śledczej ds. Amber Gold. W październiku tego samego roku stanęła na czele struktur PiS w okręgu łódzkim.
19 grudnia 2017 została rzecznikiem prasowym rządu Mateusza Morawieckiego i sekretarzem stanu w Kancelarii Prezesa Rady Ministrów. W wyborach do Parlamentu Europejskiego w 2019 otrzymała 130 358 głosów w okręgu łódzkim i uzyskała mandat eurodeputowanej IX kadencji. W związku z wyborem do Europarlamentu 4 czerwca 2019 zakończyła pełnienie funkcji rządowych. Nie wystartowała w kolejnych wyborach w 2024.

## Wyniki w wyborach ogólnopolskich
| Wybory | Komitet wyborczy                 | Komitet wyborczy       | Organ              | Okręg            | Wynik          |
| ------ | -------------------------------- | ---------------------- | ------------------ | ---------------- | -------------- |
| 2015   |                                  | Prawo i Sprawiedliwość | Sejm VIII kadencji | nr 9             | 17 911 (4,99%) |
| 2019   | Parlament Europejski IX kadencji | Prawo i Sprawiedliwość | nr 6               | 130 358 (14,28%) |                |

## Odznaczenia
- Medal „Pro Patria” (2016)[15]